# Redbridge (Hampshire)
Redbridge – dzielnica miasta Southampton, w Anglii, w Hampshire, w dystrykcie (unitary authority) Southampton. W 2011 osada liczyła 14 490 mieszkańców. Redbridge jest wspomniana w Domesday Book (1086) jako Rodbrice.